# Berisso

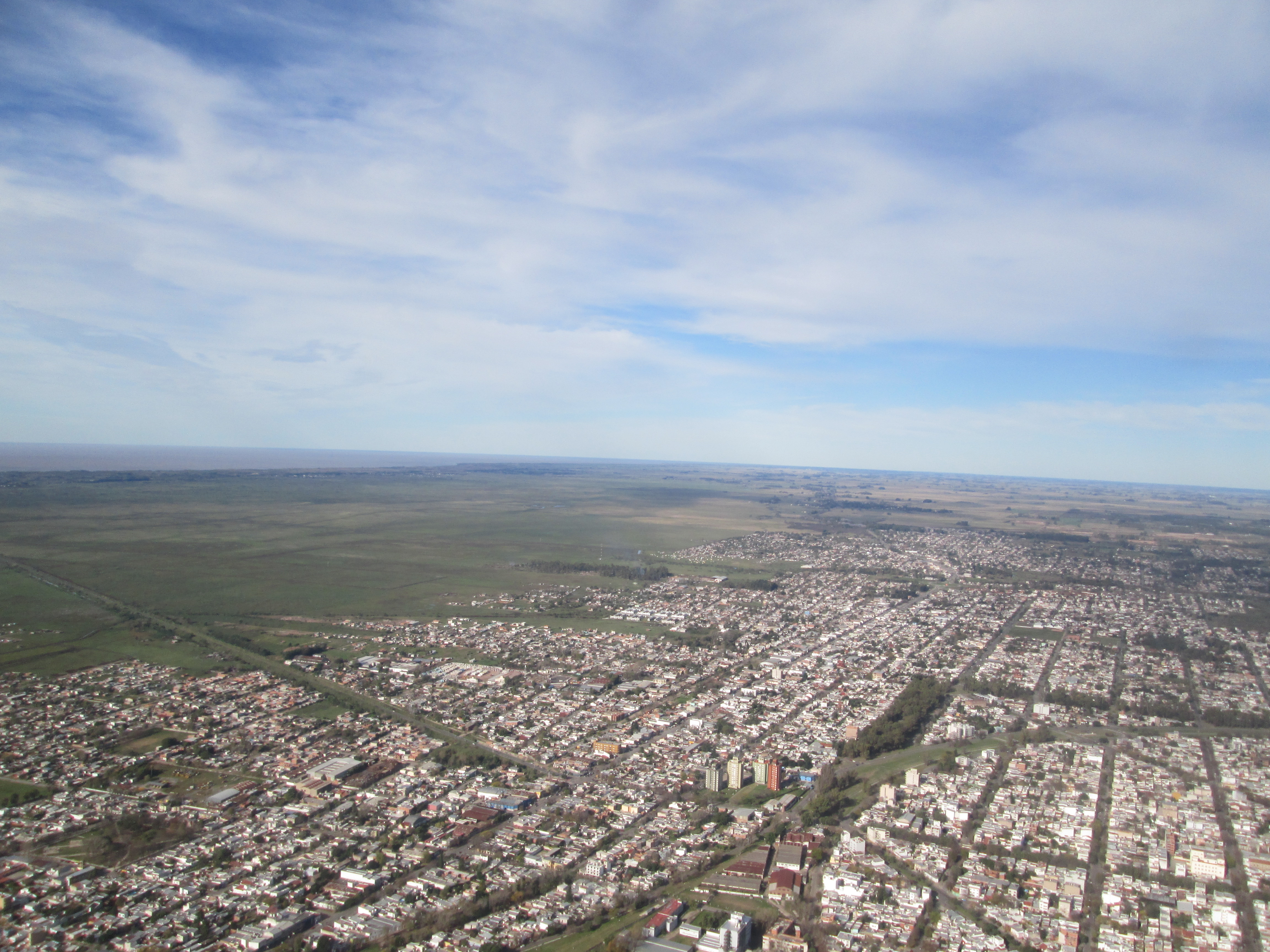
Berisso (Luftbild)

Berisso ist eine Stadt im Großraum La Plata in der Provinz Buenos Aires, Argentinien. Sie ist Hauptort des gleichnamigen Partido Berisso.

## Einwohner
Berisso wurde im Jahr 1871 gegründet. Benannt wurde die Stadt nach Juan Berisso, einem italienischen Einwanderer aus Genua und Inhaber einer wichtigen Pökelfleischfabrik (Saladero). Am Ort entwickelt sich ein ausgedehntes Netz an Industrieanlagen, was auch durch den Hinzuzug von Einwanderern den Ort schnell wachsen ließ. Im Jahr 1914 waren 59 % der ansässigen Bevölkerung Ausländer, die meisten aus Italien und Spanien, aber auch Personen aus Belarus, Ukraine, Syrien, Palästina, Libanon, Jordanien, Polen, Tschechoslowakei, Bulgarien, Griechenland, Litauen und Serbien in wahrnehmbarer Anzahl. Im Laufe der folgenden Jahrzehnte nahm der prozentuale Anteil an Ausländern kontinuierlich ab und erreichte schließlich 18 % im Jahr 1960.
Wegen seiner Bedeutung als Arbeiter- und Industriestandort hatte Juan Perón in Berisso eine breite Unterstützerplattform.
Die Stadt kultiviert die Erinnerung an die große Bedeutung der Einwanderung für ihre Entwicklung und an das friedliche Zusammenleben der unterschiedlichen migrantischen Gemeinschaften. Im Jahr 1978 wurde in Berisso erstmals die „Fiesta Provincial del Inmigrante“ gefeiert. Zudem nennt sich die Stadt „Capital Provincial del Inmigrante“ (etwa: „Provinzhauptstadt der Einwanderung“).